# カモガヤ
カモガヤ（鴨茅、英: orchard grass、学名: Dactylis glomerata）はイネ科カモガヤ属の多年草。英名のオーチャードグラスでも流通する。和名のカモガヤ（鴨茅）は、英名の cock's-foot grass を訳すときに cock（ニワトリ）を duck（カモ）と間違えたといわれる。キヌイトソウ（絹糸草）ともいう。
ユーラシア原産。日本では帰化植物。

## 特徴
耐寒性が強く、葉は群生して幅広く、高さは1m前後に伸びる。
花期は5-7月で、花粉が飛ぶため、スギのシーズン後に起こる花粉症の原因としても知られる。

## 利用
チモシー（オオアワガエリ）と共に世界的に有名な牧草。水盤の中で綿や泥の上に蒔き、芽生えを楽しむこともあり、常緑芝として用いることもある。
牧草としての栽培は、整地後一面に種子を蒔き、播種後2年目に繁茂した茎葉を刈り取る。年2-3回刈り取ることができ、適期刈り取ったオーチャードグラスの干草は7-8%の粗タンパクを含み、消化率も良く、その他の成分や家畜の好みもチモシーに劣らない。
チモシー同様、明治時代に日本に導入され、北海道から九州のほぼ全国で広く野生化している。

## カモガヤ属
- カモガヤ Dactylis glomerata
- Dactylis marina